# Boreotrophon truncatus
Boreotrophon truncatus ook wel stompe ribhoren is een in zee levende slakkensoort die behoort tot de familie Muricidae en het geslacht Boreotrophon. Deze soort werd in 1768 door Strøm beschreven.
De schelp kan tot 15 mm hoog en 7,5 mm breed worden. Het is een vrij dikschalige horen met zes tot zeven bolle, aan de bovenzijde iets afgeplatte windingen, waartussen een diepe naad ligt. De top is spits. De mondopening is ovaal en loopt uit in een lang, licht gebogen siphokanaal. De scultpuur bestaat uit smalle, s-vormig gebogen dwarsribben, waarvan er 14 tot 25 voorkomen.
Verse schelpen zijn geelwit tot lichtbruin. Strandmateriaal is meestal verkleurd en is blauw of bruin.
De dieren leven sublitoraal tot ongeveer 200 meter diep op zandige tot modderige zandbodems.
Het is een noordelijke soort. Langs de Zeeuwse en Belgische kust spoelen regelmatig fossiele exemplaren aan.

## Etymologie
De genusnaam Boreotrophon is opgebouwd uit boreo en trophon. Het laatste gedeelte verwijst naar het genus Trophon. Boreo is afgeleid van boreas (Lat.) = noordenwind, noordelijk en heeft betrekking op de noordelijke verspreiding van de soorten van het genus. Mythologisch is Boreas de zoon van Astraeus en Eos.